# Cam Clash
 (mai 2015).
Si vous disposez d'ouvrages ou d'articles de référence ou si vous connaissez des sites web de qualité traitant du thème abordé ici, merci de compléter l'article en donnant les références utiles à sa vérifiabilité et en les liant à la section « Notes et références ».
Cam Clash est une émission de télévision française diffusée entre 2014 et  2018 sur France 4 et YouTube, présentée par Baptiste Etchegaray.

## Concept
L'émission a pour but de montrer toutes les discriminations dans la société française en simulant en situation réelle, des comportements plus ou moins gênants devant des gens en pleine rue, comme par exemple des insultes xénophobes ou antisémites, voire des comportements discriminatoires visant des handicapés. Elle cherche à sensibiliser le téléspectateur face à ces comportements.
Lorsque la situation commence à dégénérer, l'équipe de tournage décide d'arrêter la scène en informant les individus qu'il s'agissait d'une caméra cachée afin éviter tout débordement qui pourrait probablement mal tourner (bagarres, réprimandes très sévères ou arrêt au commissariat).

## Historique
L'émission n'est pas reconduite par France 4 à la rentrée de septembre 2015 mais continue d'exister sur Youtube. Les dernières caméras cachées ont été tournées en 2018.